# 진평왕릉
경주 진평왕릉(慶州 眞平王陵)은 대한민국 경상북도 경주시 보문동에 있는 신라 26대 진평왕(재위 579∼632)의 무덤이다. 1969년 8월 27일 대한민국의 사적 제180호로 지정되었다.

## 개요
신라 26대 진평왕(재위 579∼632)의 무덤이다.
진평왕은 독자적 왕권을 확립하기 위해 새로운 중앙 행정부서를 설치하였다. 또한 중국의 수·당나라와의 외교관계를 통해 백제와 고구려의 침공을 효율적으로 막았고, 경주 명활성을 보수하여 수도 방위에 힘썼다.
높이 7.9m, 지름 36.4m의 둥글게 흙을 쌓은 원형 봉토무덤이다. 무덤 밑둘레에는 자연석을 이용해 둘레돌을 둘렀으나, 현재 몇 개만 남아있다. 규모로 보아 왕릉급 무덤임이 분명하며 평야 가운데 있는 것이 특징이다.
다만 최근 연구에 따르면 진평왕릉이 아니라 신문왕릉으로 보는 견해가 많아지고 있다. 다만 진평왕릉이 진평왕의 능으로 보는 견해도 있다.

## 같이 보기
- 진평왕

## 참고 문헌
- 진평왕릉 - 국가유산청 국가유산포털

1. ↑  https://www.donga.com/news/Opinion/article/all/20220607/113813195/1
2. ↑  https://www.kci.go.kr/kciportal/ci/sereArticleSearch/ciSereArtiView.kci?sereArticleSearchBean.artiId=ART001946576